# 南條年章
南條 年章（南条年章、なんじょう としあき、1948年2月13日 - ）は、バリトン歌手。
1948年、静岡市生まれ。エリザベト音楽大学中退。1968年大学二年終了後20歳で渡伊、1984年までの16年間を北イタリアのミラノに在住。1975年イタリア「オペラ・バルガ・フェスティヴァル」に参加しスカルラッティの《名誉の勝利》でオペラ活動を開始、1976年「第一回モンテプルチャーノ音楽祭」で世界初演オペラ《動物園になった宮殿》に出演、翌77年には同音楽祭でミヨーの《オルフェオの悲劇》に出演。その後《蝶々夫人》のゴローのスペシャリストとしてイタリア、ベルギー、オランダ、ドイツ、スペイン各地で活躍。静岡市にて３回のソロリサイタル、1982年「広島国際フェスティヴァル」の一環としてソロリサイタル、1983年東京・音楽の友ホールにてソロリサイタルを開催。
1984年に帰国。1985年、藤原歌劇団での《蝶々夫人》に出演。1986年、藤原歌劇団地方公演《カルメン》で演出を担当。1987年《レ・ミゼラブル》日本初演（ミリエル司教役）、89年ミュージカル《イダマンテ》（アルバーチェ役　市川猿之助演出　近藤真彦、夏木マリ共演）に出演。以後後進の指導に専念し、日本オペラ振興会オペラ歌手育成部、二期会オペラスタジオ、文化庁オペラ研修所（現新国立劇場オペラ研修所）の講師をつとめる。現在「南條年章オペラ研究室」の主宰として、数々の日本初演オペラを含むオペラ全曲演奏会を開催。
主な門下生として、オペラ界を牽引してきたプリマドンナ出口正子、チャイコフスキー国際コンクールに優勝し現在も大活躍の佐藤美枝子、イケメンテノールとして人気を博しサッカー国際試合で各国の国歌を歌ったことで広く名を知られたテノール中鉢聡、藤原歌劇団のプリマドンナとして地位を確立している佐藤亜希子、新国立劇場で数々の主役を歌って今や日本を代表するソプラノに成長した小林厚子などがいる。
2013年にステージ３bの腎盂癌を患うが、左腎臓全摘出手術、十年間の経過観察と治療を経て現在寛解。
現在ライフワークとしていたベッリーニの対訳つき全オペラの解説を脱稿、発表の機会を待っている。

## 著書
- 『天井棧敷の人々』音楽之友社 音楽選書 1985
- 『これで、オペラがなお、おもしろい』オペラ達人講座 イタリア・オペラ編 フリースペース 1997
- 『プッチーニ』音楽之友社 作曲家・人と作品シリーズ 2004

共著
- 『スカラ座から世界へ』林康子共著 フリースペース 2015

### 翻訳
- ジョバンニ・バッティスタ・メネギーニ『わが妻マリア・カラス』音楽之友社 1984
- ピエール・マリア・パオレッティ『スカラ座の人』音楽之友社 1988